# Leeuwenia polyosmae
Leeuwenia polyosmae is een tripsensoort uit de tripsenfamilie Phlaeothripidae. De soort werd voor het eerst benoemd door Mound in 2004.